# توماس كامبل (عالم عقيدة)
توماس كامبل (بالإنجليزية: Thomas Campbell)‏ (و. 1763 – 1854 م) هو عالم عقيدة، وسياسي من جمهورية أيرلندا، والولايات المتحدة، ولد في جمهورية أيرلندا، توفي عن عمر يناهز 91 عاماً.